# Roppeviller
Roppeviller település Franciaországban, Moselle megyében. Lakosainak száma 96 fő (2022. január 1.). Roppeviller Bitche, Haspelschiedt, Liederschiedt és Sturzelbronn községekkel határos.

## Népesség
A település népessége az elmúlt években az alábbi módon változott:
| Lakosok száma | 164  | 122  | 125  | 121  | 123  | 112  | 105  | 98   | 98   | 96   |
|               | 1968 | 1982 | 1990 | 2006 | 2013 | 2015 | 2017 | 2019 | 2020 | 2022 |